# Mercedes Monzón
 (janvier 2024).
Pour les articles homonymes, voir Monzón (homonymie).
Mercedes del Rosario Monzon Escobedo, couramment appelée Mercedes Monzón, née le 30 janvier 1990 à Guatemala, est une agronome et femme politique guatémaltèque. Elle est élue députée au Congrès depuis 2024.
Militante féministe et écologiste, elle s'implique dans les différentes causes de ses deux thèmes, comme le changement climatique et la lutte contre les violences sexuelles faites aux femmes.

## Biographie

### Famille et études
Mercedes Monzón est née le 30 janvier 1990 à Guatemala. Sa famille est historiquement impliquée dans la vie politique. Son grand-père fut membre du Parti guatémaltèque du travail (PGT) et du Front uni de la Révolution.
Lorsqu'elle était enfant, sa mère Sonia Escobedo l'accompagnait aux manifestations féministes. Ensuite, ses parents ont arrêté leur militantisme pour se consacrer à sa sécurité.
Elle mène sa scolarité à l'école Mater Orphanorum, située à Calzada San Juan, un quartier de Guatemala. Ensuite, elle intègre l'Université de San Carlos et obtient un diplôme d'ingénieur agronome, avec une spécialisation dans les ressources naturelles renouvelables.

### Parcours politique

#### Militante féministe et écologiste
À l'université, elle participe à la fondation du collectif ORQUIDEA, pour lutter contre les violences et le harcèlement sexuel que vivent les femmes.
Depuis plus dix ou vingt ans, elle vit à Santo Domingo Xenacoj, plus précisément dans le village indigène des Kaqchikel. Dans ce village, elle participe à maintenir des jardins communautaires et lutte pour la sauvegarde de ces territoires au sein du Collectif MadreSelva.

#### Candidate et élue députée avec Semilla en 2023
Lors des élections législatives de juin 2023, elle est candidate dans la circonscription de Sacatepéquez. Elle est élue députée à l'issue du scrutin.
Au Congrès, elle souhaite prolonger ses combats écologistes et les luttes féministes.